# Infektio
Infektio è un album in studio del gruppo musicale finlandese Circle, pubblicato nel 2011.

## Tracce
1. Salvos – 15:10
2. Maatunut – 6:20
3. Peruuttamaton – 7:57
4. Pisara – 5:38
5. Saarnaaja – 3:46
6. Kalpea – 2:57